# Estação Outremont
A Estação Outremont é uma das estações do Metrô de Montreal, situada em Montreal, entre a Estação Édouard-Montpetit e a Estação Acadie. Faz parte da Linha Azul.
Foi inaugurada em 04 de janeiro de 1988. Localiza-se na Avenida Van Horne. Atende o distrito de Outremont.